# Bipolarone (chimica)
Nella chimica organica, un bipolarone è una molecola o parte di una catena macromolecolare contenente due cariche positive in un sistema coniugato. Le cariche possono essere situate al centro della catena o ai suoi estremi. I bipolaroni e i polaroni vengono riscontrati nei polimeri conduttori come il politiofene.
È possibile sintetizzare e isolare i composti del modello di bipolarone per gli studi sulla diffrazione a raggi X. Il dicatione 2 bis(triaril)ammino diamagnetico nello schema 1 viene preparato dal precursore neutro 1 nel diclorometano per mezzo della reazione con 4 equivalenti di pentacloruro di antimonio. Per il dicatione esistono due strutture di risonanza. La struttura 2a è un (singoletto) diradicale e la 2b è chinoide a guscio chiuso. Le lunghezze di legame sperimentali per il gruppo di vinilidene centrale nella 2 sono 141 pm e 137 pm in confronto ai 144 pm e 134 pm per il precursore 1 il che implica qualche contributo dalla struttura del chinoide.
D'altra parte, quando un'unità di tiofene viene aggiunta al nucleo della struttura raffigurata nello schema 2, queste lunghezze di legame sono identiche (intorno ai 138 pm) facendone un vero ibrido.